# Морковник обыкновенный
Морко́вник обыкнове́нный  (лат. Silaum silaus) — многолетнее травянистое растение семейства Зонтичные. В диком виде встречается в степных и лесостепных районах южной полосы Восточной Европы, на Кавказе, в Германии, Франции, Великобритании и некоторых других странах Западной Европы. Обнаружен на территории Ленинградской области.

## Ботаническое описание
Листья трижды и четырежды перисторассечённые, в очертании яйцевидные; прикорневые и нижние стеблевые — на длинных черешках, крупные; верхние стеблевые листья более мелкие и менее рассечённые. Прикорневые листья  составляют значительную часть веса всего растения. Корневища толстые, ветвистые.
При посеве семенами в первый год жизни морковник образует розетку листьев, а на второй (иногда на третий) — цветоносные стебли высотой 140—160 см. На 5—6 году жизни растения имеют от 10 до 22 стеблей, несущих по 20—24 соцветия каждый.
Цветы мелкие бледно-жёлтого цвета. Цветёт в июне—июле; массовое цветение — в первой и второй декаде июля. Плодоносит в августе. Плоды 4—5 мм длины, плоские, шириной 2,0—2,5 мм.

## Экология
Морковник обыкновенный не требователен к почвам и влаге. Хорошо растет даже на солонцеватых почвах и солончаках в условиях сухих степей. Растения устойчивы к низким температурам и суховеям. Семена, однако, лучше прорастают и дают дружные всходы в условиях достаточной влажности почвы и при относительно высокой температуре. Хорошо переносят весенние заморозки, а корневища взрослых растений хорошо зимуют в почве.

## Применение
Корни содержат терпеноиды, фталиды. В стеблях, листьях, соцветиях и плодах обнаружены эфирные масла, кверцетин, кемпферол. В цветках — кверцетин, кемпферол, в плодах — кумарины, жирное масло, в составе которого содержится петрозелиновая кислота.
Для получения эфирного масла морковник убирают в фазе цветения растений или в фазе молочно-восковой спелости семян в центральном зонтике соцветий. При уборке сырья в фазе цветения растения после укоса хорошо отрастают и в 3 декаде сентября дают второй урожай. При сплошной обработке на большую глубину растения хорошо возобновляются из оставшихся в почве корневищ.
Масло, полученное из надземной части растений, обладает травянисто-пряным запахом с хвойно-морковными и цветочными тонами. Его рекомендуется применять в парфюмерно-косметической промышленности.
Травяную массу цветущих растений и эфирное масло можно использовать в производстве овощных консервов и колбасных изделий, а также в других отраслях пищевой промышленности. В кулинарии пряностью сдабривают морковные, свекольные и картофельные салаты, овощные и мясные супы.
Экспериментально установлено, что экстракт проявляет противоопухолевую активность.

## Классификация

### Таксономия[4]
Silaum silaus (L.) Schinz & Thell., 1915, Vierteljahrsschr. Naturf. Ges. Zürich 60: 359
Вид Морковник обыкновенный относится к роду Морковник семейства Зонтичные (Apiaceae) порядка Зонтикоцветные  (Apiales). Кладограмма в соответствии с Системой APG IV:
|  |                                      |  |                                   |                                   |                     |  | ещё 6 семейств | ещё 6 семейств |                        |  |                               |  | еще 2 в статусе "непроверенных" видов и инфравидовых таксонов | еще 2 в статусе "непроверенных" видов и инфравидовых таксонов |  |
|  |                                      |  |                                   |                                   |                     |  | ещё 6 семейств | ещё 6 семейств |                        |  |                               |  | еще 2 в статусе "непроверенных" видов и инфравидовых таксонов | еще 2 в статусе "непроверенных" видов и инфравидовых таксонов |  |
|  |                                      |  |                                   | порядок Зонтикоцветные            |                     |  |                |                | род Морковник          |  |                               |  |                                                               |                                                               |  |
|  |                                      |  |                                   | порядок Зонтикоцветные            |                     |  |                |                | род Морковник          |  | Silaum silaus var. latissimum |  |                                                               |                                                               |  |
|  | отдел Цветковые, или Покрытосеменные |  |                                   |                                   | семейство Зонтичные |  |                |                | Морковник обыкновенный |  |                               |  |                                                               |                                                               |  |
|  | отдел Цветковые, или Покрытосеменные |  |                                   |                                   |                     |  |                |                |                        |  |                               |  |                                                               |                                                               |  |
|  |                                      |  | ещё 63 порядка цветковых растений | ещё 63 порядка цветковых растений |                     |  |                | ещё 447 родов  | ещё 447 родов          |  |                               |  |                                                               |                                                               |  |
|  |                                      |  |                                   | ещё 63 порядка цветковых растений |                     |  |                |                | ещё 447 родов          |  |                               |  |                                                               |                                                               |  |

### Инфравидовые таксоны
- Silaum silaus var. latissimum  Reduron (по состоянию на декабрь 2022г. в статусе "непроверенный")

### Синонимы
- Cnidium pratense  Bubani
- Cnidium silaus  Spreng.
- Cnidium silaus  M.Bieb.
- Crithmum silaus  Wibel
- Ligusticum silaus  Vill.
- Meum sibiricum  Spreng.
- Meum silaus  Baill.
- Peucedanum album  Spreng.
- Peucedanum album  hort. ex Hoffm.
- Peucedanum alpestre  L.
- Peucedanum flavum  Salisb.
- Peucedanum matthioli  Spreng.
- Peucedanum pratense  Lam.
- Peucedanum serotinum  Pers.
- Peucedanum silaus  L. basionym
- Saxifraga magna  Garsault
- Selinum alpestre  Crantz
- Selinum silaus  (L.) Crantz
- Seseli pratense  Crantz
- Seseli selinoides  Jacq.
- Silaum alpestre  (L.) Thell.
- Silaum besseri  (DC.) Grossh.
- Silaum flavescens  (Bernh.) Hayek
- Silaum serotinum  (Pers.) M.Hiroe
- Silaum tenuifolium  (Poir.) Reduron
- Silaus alpestris  (L.) Besser ex Schult.
- Silaus besseri  DC.
- Silaus flavescens  Bernh.
- Silaus matthioli  W.D.J.Koch
- Silaus pratensis  Besser ex Schult.
- Silaus serotinus  Rchb.
- Silaus tenuifolius  DC.
- Sium silaus  Roth